# Зиг
Зиг (на немски: Sieg) e река в Германия, приток на р. Рейн в Северен Рейн-Вестфалия и Рейнланд-Пфалц, с дължина 155,1 км.
Името на река Зиг няма връзка с немската дума Sieg (победа) като Триумф, а произлиза от келтската дума „Sikkere“, която означава „бърза река“.
Извира в Зигерланд от южната част на планината Ротхаргебирге и се влива до Бон в река Рейн.